# Hello, Love
Hello, Love (с англ. — «Здравствуй, любовь») — двадцатый студийный альбом американской джазовой певицы Эллы Фицджеральд, выпущенный на лейбле Verve Records в 1960 году под студийным номером Verve VS-4034.
В 2004 году Verve перевыпустила запись в формате CD под студийным номером Verve 0602498625811.

## Список композиций
| №                   | Название                                 | Текст песни         | Музыка              | Длительность |
| ------------------- | ---------------------------------------- | ------------------- | ------------------- | ------------ |
| 1.                  | «You Go to My Head»                      | Джон Фредерик Кутс  | Хейвен Гиллеспи     | 4:38         |
| 2.                  | «Willow Weep for Me»                     | Энн Ронелл          | Энн Ронелл          | 4:03         |
| 3.                  | «I’m Thru With Love»                     | Гас Кан             | Фад Ливингстон      | 3:48         |
| 4.                  | «Spring Will Be a Little Late This Year» | Фрэнк Лессер        | Фрэнк Лессер        | 3:20         |
| 5.                  | «Everything Happens to Me»               | Том Эдейр           | Мэтт Деннис         | 3:55         |
| 6.                  | «Lost in a Fog»                          | Дороти Филдс        | Джимми Макхью       | 4:04         |
| Общая длительность: | Общая длительность:                      | Общая длительность: | Общая длительность: | 23:48        |

| №                   | Название                            | Текст песни         | Музыка              | Длительность |
| ------------------- | ----------------------------------- | ------------------- | ------------------- | ------------ |
| 7.                  | «I’ve Grown Accustomed to His Face» | Алан Джей Лернер    | Фредерик Лоу        | 3:07         |
| 8.                  | «I’ll Never Be the Same»            | Гас Кан             | Фрэнк Синьорелли    | 4:27         |
| 9.                  | «So Rare»                           | Джерри Хёрст        | Джек Шарп           | 3:37         |
| 10.                 | «Tenderly»                          | Джек Лоуренс        | Уолтер Гросс        | 3:12         |
| 11.                 | «Stairway to The Stars»             | Митчелл Пэриш       | Фрэнк Синьорелли    | 2:54         |
| 12.                 | «Moonlight in Vermont»              | Джон Блэкбёрн       | Карл Сюсдорф        | 3:20         |
| Общая длительность: | Общая длительность:                 | Общая длительность: | Общая длительность: | 20:37        |

## Участники записи
- Элла Фицджеральд — вокал.
- Фрэнк Деволь — аранжировки, дирижирование.
- Милт Бернхарт, Джордж Робертс, Ллойд Альят — тромбон.
- Пит Кандоли, Гарри Эдисон, Рэй Линн, Джордж Верт — труба.
- Клинт Нигли, Бен Уэбстер — саксофон.
- Берт Гассман, Арнольд Коблентц, Гордон Шонберг — гобой.
- Скитс Херфурт, Джозеф Кох, Эрнест Ромерса — деревянные духовые инструменты.
- Норм Херцберг, Кеннет Лоуман, Джек Марш — фагот.
- Мартин Рудерман, Сильвия Рудерман — флейта.
- Милт Холланд — перкуссия.
- Барни Кессел — гитара.
- Эйб Любофф, Джо Мондрагон, Филип Стивенс — контрабас.
- Элвин Столлер — барабаны.
- Арнольд Росс — фортепиано.
- Дороти Ремзен — арфа.